# Renaissance (album de Lionel Richie)
Pour les articles homonymes, voir Renaissance (homonymie).
Albums de Lionel Richie
Time
(2000) Encore
(2002)
Singles
1. Angel (en)
Sortie : 2 octobre 2000
2. Don't Stop the Music (en)
Sortie : 22 janvier 2001
3. Tender Heart
Sortie : 5 mars 2001
4. Cinderella (en)
Sortie : 21 mai 2001
5. I Forgot
Sortie : 11 juin 2001

Renaissance est le sixième album studio du chanteur américain Lionel Richie, sorti le 16 octobre 2000 chez Island Records.
L'album se démarque des deux précédents albums Louder Than Words (1996) et Time (1998) qui sont sortis après une pause de dix ans et dont la production principale est assurée par James Anthony Carmichael (en). Lionel Richie a consulté une équipe de nouveaux collaborateurs pour travailler avec lui, dont Walter Afanasieff, Brian Rawling, Daryl Simmons et Mark Taylor ainsi que Rodney Jerkins et son frère Fred Jerkins III.
À sa sortie, Renaissance reçoit un accueil mitigé, les critiques le comparant à d'autres albums produits par Mark Taylor (en) et influencés par l'eurodance, tels que Believe (1998) de Cher, Enrique (1999) d'Enrique Iglesias et Twenty Four Seven (1999) de Tina Turner,. Sur le plan commercial, Renaissance est devenu l'album de Lionel Richie ayant eu le plus de succès depuis Dancing on the Ceiling (1986), en particulier en Europe germanophone, aux Pays-Bas et au Royaume-Uni, où il est entré dans le top 10 du classement des albums et a été certifié disque d'or ou de platine, respectivement. Le premier extrait de l'album, Angel (en), qui s'est classé parmi les dix premières place des hit-parades dans plusieurs pays d'Europe, a été nommé aux Grammy Awards dans la catégorie « Meilleur enregistrement dance ».

## Liste des titres
| No  | Titre                                | Auteur                                                         | Producteur(s)            | Durée |
| --- | ------------------------------------ | -------------------------------------------------------------- | ------------------------ | ----- |
| 1.  | Angel (en) (Metro Mix Album Version) | - Lionel Richie - Paul Barry - Mark Taylor                     | - Brian Rawling - Taylor | 4:15  |
| 2.  | Cinderella (en)                      | - Richie - Joe Wolfe                                           | - Richie - Wolfe         | 3:42  |
| 3.  | Tender Heart                         | - Richie - Barry - Billy Lawrie                                | - Rawling - Taylor       | 4:28  |
| 4.  | Dance the Night Away                 | - Richie - Walter Afanasieff                                   | Afanasieff               | 5:08  |
| 5.  | Tonight                              | - Rodney Jerkins - Fred Jerkins III - Richie - LaShawn Daniels | - Jerkins - Daniels      | 4:31  |
| 6.  | How Long                             | Richie                                                         | - Richie - Wolfe         | 3:55  |
| 7.  | Don't You Ever Go Away               | - Richie - Lloyd Tolbert                                       | - Richie - Tolbert       | 4:13  |
| 8.  | Wasted Time                          | - Jerkins III - Daniels - Richie - Harvey Mason, Jr.           | - Jerkins III - Daniels  | 4:07  |
| 9.  | Piece of My Heart                    | - Richie - Wolfe                                               | - Richie - Wolfe         | 4:15  |
| 10. | It May Be the Water                  | - Richie - Daryl Simmons                                       | Simmons                  | 4:56  |
| 11. | Here Is My Heart                     | - Richie - Barry - Taylor                                      | - Rawling - Taylor       | 4:03  |
| 12. | Don't Stop the Music (en)            | - Richie - Barry - Taylor                                      | - Rawling - Taylor       | 4:13  |

| 13. | Angel (Boogieman Remix Extended) | - Richie - Barry - Taylor | - Rawling - Taylor - Boogieman - Island Bros | 4:03 |

| 11. | Just Can't Say Goodbye | - Richie - Barry - Taylor | - Rawling - Taylor | 4:08 |
| 12. | Here Is My Heart       | - Richie - Barry - Taylor | - Rawling - Taylor | 4:03 |
| 13. | Don't Stop the Music   | - Richie - Barry - Taylor | - Rawling - Taylor | 4:13 |

Note : Sur certaines éditions, le titre Don't You Ever Go Away est remplacé par I Forgot.

## Classements et certifications
| Classement (2000–02)                | Meilleure position |
| ----------------------------------- | ------------------ |
| Allemagne (Media Control AG)        | 3                  |
| Autriche (Ö3 Austria Top 40)        | 5                  |
| Belgique (Flandre Ultratop)         | 30                 |
| Danemark (Tracklisten)              | 26                 |
| États-Unis (Billboard 200)          | 62                 |
| États-Unis (Top R&B/Hip-Hop Albums) | 54                 |
| France (SNEP)                       | 36                 |
| Italie (FIMI)                       | 27                 |
| Norvège (VG-lista)                  | 24                 |
| Pays-Bas (Mega Album Top 100)       | 10                 |
| Pologne (ZPAV)                      | 16                 |
| Royaume-Uni (UK Albums Chart)       | 6                  |
| Suède (Sverigetopplistan)           | 45                 |
| Suisse (Schweizer Hitparade)        | 6                  |

| Classement (2000)            | Position |
| ---------------------------- | -------- |
| Allemagne (Media Control)    | 71       |
| Pays-Bas (Album Top 100)     | 74       |
| Suisse (Schweizer Hitparade) | 68       |

| Classement (2001)                     | Position |
| ------------------------------------- | -------- |
| Allemagne (Media Control)             | 50       |
| Canada (Nielsen SoundScan)            | 187      |
| Canada (Nielsen SoundScan R&B Albums) | 40       |
| Pays-Bas (Album Top 100)              | 50       |
| Royaume-Uni (UK Albums Chart)         | 78       |

### Certifications
| Région                                                               | Certification | Ventes/Streams |
| -------------------------------------------------------------------- | ------------- | -------------- |
| Allemagne (BM)                                                       | Platine       | 300 000^       |
| Autriche (IFPI)                                                      | Or            | 20 000*        |
| Italie (FIMI)                                                        | Or            | 50 000*        |
| Pays-Bas (NVPI)                                                      | Platine       | 80 000^        |
| Royaume-Uni (BPI)                                                    | Platine       | 300 000^       |
| Suisse (IFPI)                                                        | Or            | 20 000^        |
| Résumé                                                               |               |                |
| Europe (IFPI)                                                        | Platine       | 1 000 000*     |
| Monde                                                                |               | 1 000 000      |
| *Ventes selon la certification ^Mise en rayon selon la certification |               |                |